# Erioscelis peruana
Erioscelis peruana är en skalbaggsart som beskrevs av Saylor 1946. Erioscelis peruana ingår i släktet Erioscelis och familjen Dynastidae. Inga underarter finns listade i Catalogue of Life.